# Бакинский евразийский университет
Бакинский евразийский университет (азерб. Bakı Avrasiya Universiteti), — частный университет в Баку, Азербайджан.
Университет был основан 30 апреля 1992 года как Высший дипломатический колледж профессором Назимом Гусеинли и обучал профессиональных дипломатов и юристов. 21 февраля 1996 года университет был признан государством в качестве высшего учебного заведения.
С 30 июня 2005 до 26 мая 2006 года учебное заведение именовалось Бакинский университет дипломатии. С 26 мая 2006 года университет официально переименован в Бакинский евразийский университет.

## Факультеты
В университете действуют два факультета — факультет экономики и филологии. Уроки в университете проводятся на азербайджанском, русском, английском, французском и арабском языках.
Учебное заведение даёт дипломы в степени бакалавриата, магистратуры и докторантуры. В университете преподают профессоры и докторанты.
В 2017 году в университете был открыт Факультет региональной дипломатии и экономики. Студенты обучающие в этом факультете получают образование на азербайджанском, русском, английском и французском языках.